# Kew Palace
Le Kew Palace, également appelé la maison hollandaise (Dutch House), est un palais royal britannique situé dans les fameux jardins appelés Kew Gardens, sur les rives de la Tamise en amont de Londres. Au moins trois palais se sont succédé à Kew, dont deux connus sous le nom de Kew Palace. Le tout premier bâtiment n'a peut-être pas été connu sous le nom de Kew car aucune trace écrite n'a subsisté autrement que par les mots d'un membre de la cour. Le bâtiment présentement existant est ouvert aux visiteurs. Une fondation de charité indépendante, Historic Royal Palaces, a la charge de son entretien et ne reçoit aucune subvention du gouvernement ni de la Couronne.

## Le premier palais
On ne sait pas grand-chose sur ce premier bâtiment. Sir Henry Norris, porte-coton d'Henri VIII, reçut à Kew le bâtiment précédant Kew palace, une large propriété appelée Kew Farm. Après son exécution et le mariage d'Henri VIII avec Jeanne Seymour (1536), Cromwell attribua Kew Farm à sir Edward Seymour, frère aîné de Jeanne la nouvelle reine et qui fut la même année fait vicomte Beauchamp de Hatch et par la suite duc de Somerset. Toutefois Edward Seymour n'y resta que peu de temps, car en 1537 Cromwell ordonna à Rowland Lee, évêque de Coventry et Lichfield, d'échanger sa maison située sur le Strand avec celle de Lord Beauchamp à Kew.

Élisabeth Ire d'Angleterre en fit don à Robert Dudley, son ami d'enfance et favori à la Cour ; une lettre d'un autre membre de la cour d'Élisabeth suggère que cette maison était l'habitation principale de Dudley dans les alentours de Londres. Il est possible que cette maison fut celle également parfois appelée Leicester House (Robert Dudley était aussi le premier comte de Leicester). 

Des fouilles à Kew Gardens en 2009 ont révélé un mur qui faisait probablement partie de cette première propriété.

## Le deuxième palais
Le 'Vieux Palais' ('Old Palace'), originellement appelé maison hollandaise (Dutch House) avant son rachat par la famille royale, fut construit en 1631 par Samuel Fortrey.
Originellement une propriété de la famille Smith, elle devint par mariage une possession de Samuel Molyneux, esq., secrétaire de George II.
Frédéric de Galles la loua à long terme et y résida souvent. Elle abrita également souvent le poète favori du prince de Galles, James Thomson. En 1738 un autre poète, Alexander Pope, donna au prince Frédéric un chien portant un collier gravé de vers :
I am His Highness' dog at Kew.
Pray tell me, sir, whose dog are you?.
La maison abritait de belles peintures, parmi lesquelles une série par Canaletto, et la fameuse peinture de la galerie de Florence par Zoffany (qui, lui, habitait dans le voisinage). Les jardins, d'une surface de 120 acres, furent dessinés par Sir William Chambers, un des grands maîtres des jardins ornementaux anglais.

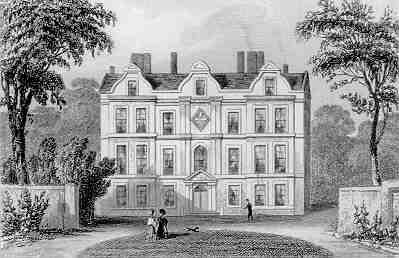
Le Kew Palace de 1735, connu à l'origine sous le nom de « Dutch House » (maison hollandaise) à cause de ses pignons à volutes.

La maison fut louée à long terme par George III aux descendants de Sir Richard Levett, riche marchand et ancien lord-maire de Londres qui l'avait achetée du petit-fils de Samuel Fortrey,.
Originaire du Sussex, la famille Levett prend son nom du village en Normandie appelé Livet. Les Levett conservèrent en leur nom la propriété de la maison et d'autres terres à Kew, jusqu'au 13 octobre 1781 ; date à laquelle la maison hollandaise leur fut achetée par le roi George III pour la somme de 20 000 livres,.
Mais des membres de la famille royale avaient occupé la maison depuis 1734, la louant à la famille Levett (une carte de 1771 indiquant le terrain entre la maison hollandaise et la rivière, en attribuait la propriété au barrister de Lincoln's Inn Levett Blackborne, petit-fils de Sir Richard Levett). Un portrait à l'huile par Philippe Mercier de Frédéric de Galles (fils de George II) jouant du cello et de ses sœurs, dans la collection de la National Portrait Gallery à Londres, est daté de 1733 et utilise la maison comme arrière-plan. En 1735 l'architecte William Kent conçut un plan grandiose pour un grand palais de style palladien à Kew, dans le genre de Stowe House dans le Buckinghamshire - plan qui ne fut jamais exécuté.

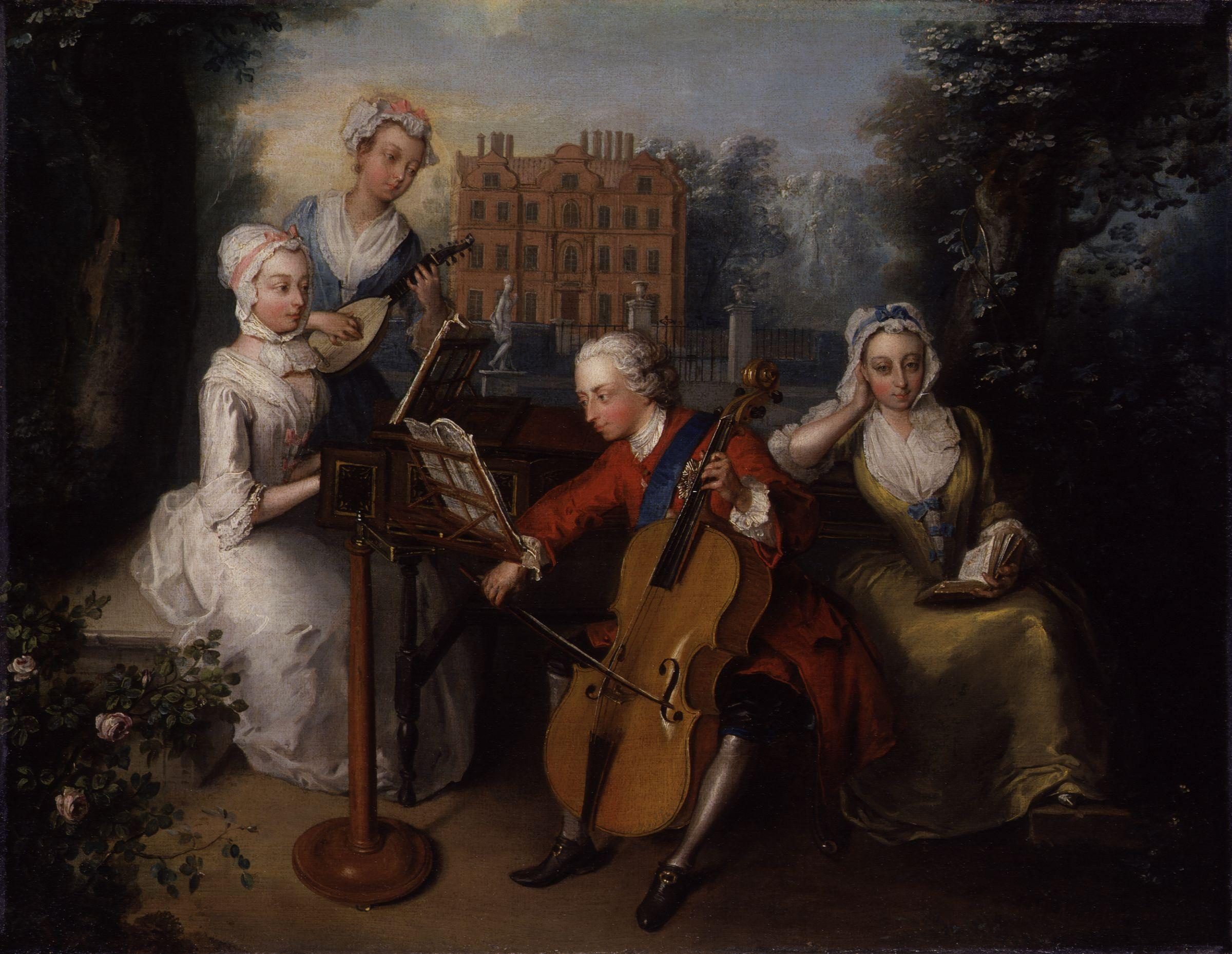
Portrait de Frédéric de Galles et de ses sœurs par Philippe Mercier, daté de 1733, avec la maison en arrière-plan.

George III ne devait originellement séjourner dans la maison hollandaise que pour un temps limité, une résidence temporaire durant la construction de son nouveau palais - la famille royale occupait tout d'abord Richmond Lodge mais alors que la famille s'agrandissait il devint nécessaire de s'étendre sur d'autre propriétés de Kew, dont la maison hollandaise.
La femme de George III, reine Charlotte, mourut à la maison hollandaise le 17 novembre 1818.
À son accession au trône en 1837 la reine Victoria fit don de la plupart des terres de Kew Gardens à la nation, gardant seulement pour son usage personnel une petite maison d'été ayant appartenu à la reine Charlotte. Connue sous le nom de "Queen's Cottage", la reine Victoria ne la visita guère et en fit également don à la nation lors de son Golden Jubilee en 1887.

## Le troisième palais

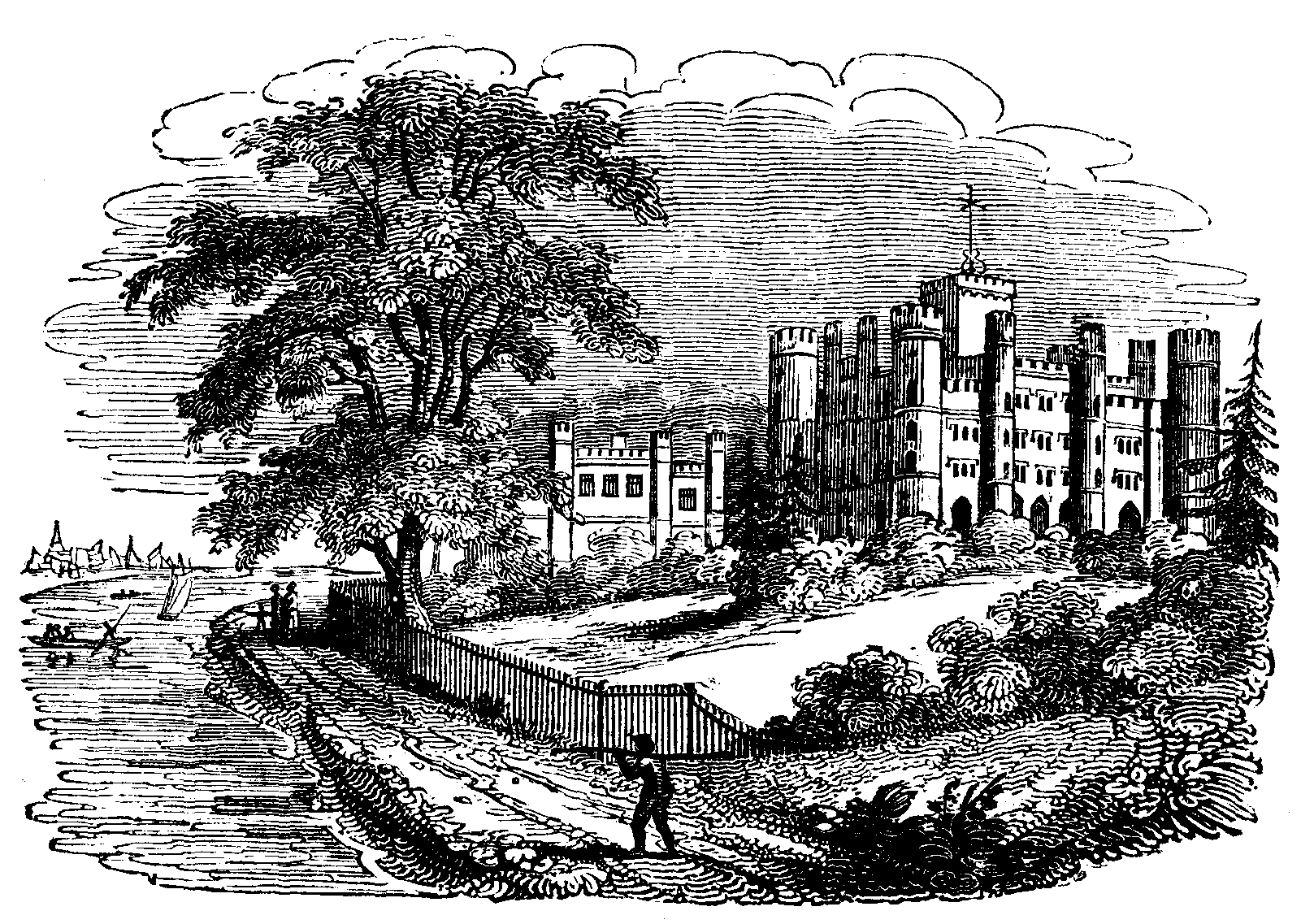
Le Kew Palace de George III.

Cette troisième structure a été dessinée en partie par le roi George III, et pour le reste par James Wyatt. Le nouveau palais était destiné à être "un palais de Sans-Pareil d'architecture georgienne tardive". Commencé en 1802, c'était un palais "de style gothique crénelé" qui attira peu de compliments, étant considéré comme non adapté pour des occupants de cette classe. Le style du nouveau palais n'était pas au goût du successeur de George III, l'extravagant George, le Prince régent. En 1828, après étude des comptes, le parlement ordonna la démolition de l'extérieur et d'utiliser dans d'autres résidences royales les ajouts précédemment réalisés. L'escalier fut réinstallé au palais de Buckingham. Après le confinement de George III à Windsor, la reine Charlotte refusa d'occuper la nouvelle bâtisse. La maison fut démolie pendant le règne de son fils George IV en 1828.
Whilst in the progress of the long decay,
Thrones sink to dust, and nations pass away.
(Dans le processus de longue décadence,
les trônes sombrent et les nations s'éteignent.)
Comme exemple de cette dégénérescence on trouve, près du coin ouest de Kew Green, le palais commencé pour George III sous la direction de James Wyatt. La façade nord a un air de grandeur solennelle et maussade, et s'accorde mal avec le goût et le savoir généralement montré par son architecte nominal.
Dans les mots d'un contemporain, "cette structure anglo-teutonique, crénelée, gothicisée doit être considérée comme une production abortive, illustrant à la fois mauvais goût et jugement défectueux. Avec la petite taille de ses fenêtres et les proportions diminutives de ses tours, elle semble posséder
"Windows that exclude the light,
And passages that lead to nothing."
(des fenêtres qui excluent la lumière,
et des passages qui ne mènent nulle part.)
Après que le roi "architecte" fut confiné, les travaux furent suspendus et le bâtiment demeura inachevé. Censure et abus ont cependant de tout temps été abondants au sujet de cette architecture, qu'elle fut le résultat d'un caprice royal ou d'une étude professionnelle ; mais le goût de l'un ou de l'autre mérite d'être taxé pour ses erreurs.

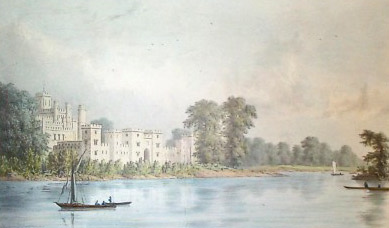
Un dessin du nouveau palais, par William Westall, 1823.

La façade nord était destinée à l'usage des domestiques ; le bâtiment en son entier est rendu pratiquement indestructible par le feu à l'aide de solives et arbalétriers en fer forgé, &c., certainement dans ce cas une précaution inutile puisque le tout est destiné à être abattu bientôt. Les fondations, de même, sont dans un terrain marécageux proche de la Tamise, et la vue principale donne sur la ville sale de Brentford sur la berge opposée ; une sélection, il semblerait, du goût pour la "famille" de la part de George II qui a souvent dit, lors de son passage à travers Brentford, "j'aime bien cet endroit, il ressemble tellement à Yarmany."
Sir Richard Phillips (1767–1840), dans "A Morning's Walk from London to Kew" (1817), qualifiait le nouveau palais de "palais de la Bastille, de par sa ressemblance à ce bâtiment si honni de la liberté et des hommes libres. J'ai eu l'occasion," dit-il, "de voir son intérieur, et je suis à grand-peine de concevoir la raison pour la préférence à une forme extérieure qui rendait impracticable la construction à l'intérieur d'autre chose qu'une série de placards spacieux, boudoirs, et de pièces ressemblant à des oratoires." Critique rude mais correcte dans sa description.
Le sort prématuré du palais de Kew en fait de nos jours un objet de curiosité publique ; une inscription gravée aide à identifier le site, quand la postérité.
"Asks where the fabric stood."
"Demande où était la structure."

## La restauration

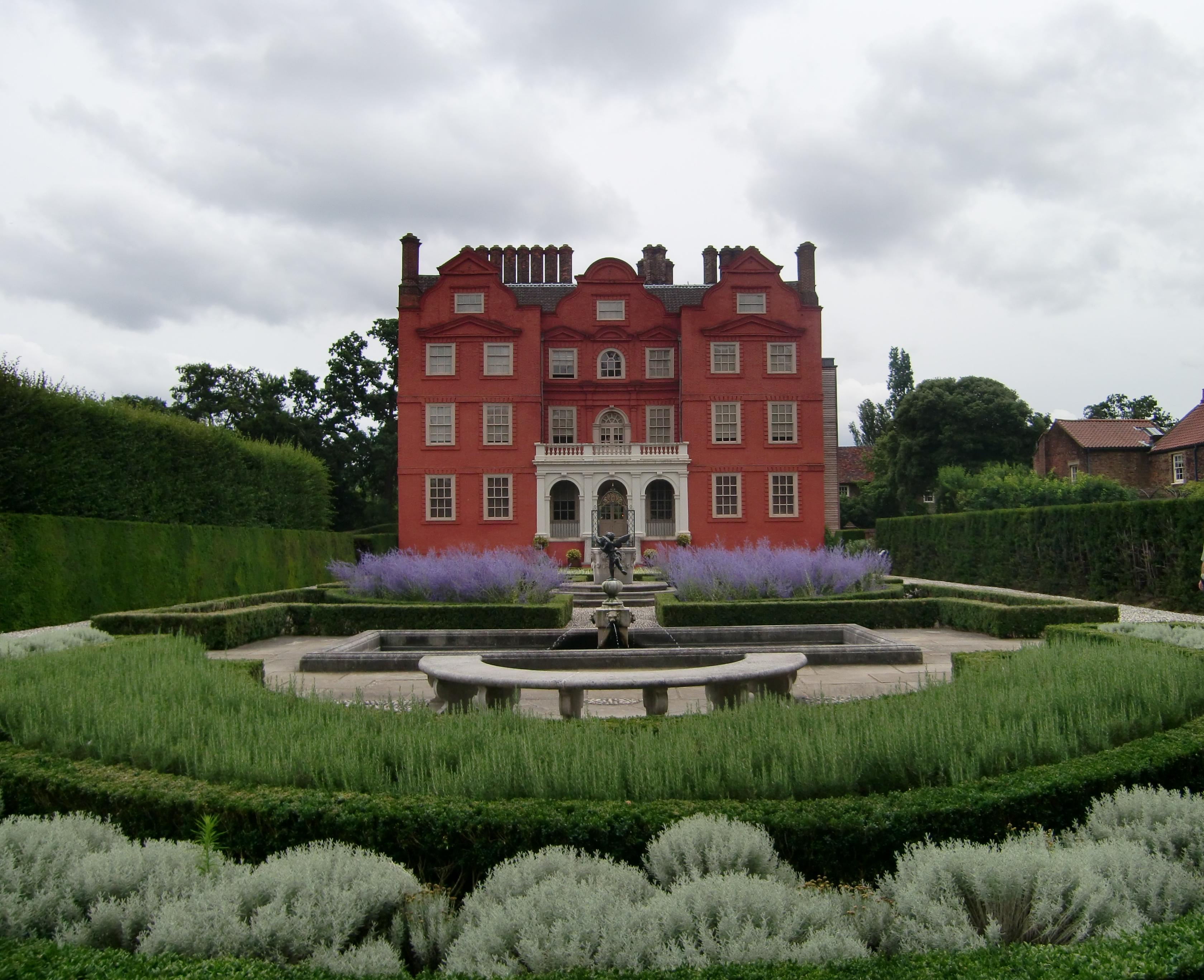
Vue arrière du palais à partir des jardins.

Cette troisième bâtisse survit de nos jours et est un exemple classique du style maniériste artisan pour les bâtiments en brique, reflétant l'incorporation 'libre' de traits de l'architecture classique adaptée aux qualités et contraintes de la brique comme matériau. Elle est située dans Kew Gardens et malgré son nom de "palace" sa taille est celle d'un manoir. Le 21 avril 2006 Charles de Galles y a tenu un diner pour célébrer le 80e anniversaire de Élisabeth II. Quelques jours plus tard la maison fut rouverte au public, après 10 ans de fermeture pour travaux de restauration.
La restauration n'a pas seulement inclus l'aspect structurel, mais aussi le tissage de draperies de période et autres tissus de décoration réalisés par le maître tisserand Ian Dale d'Écosse. Un ascenseur extérieur a été ajouté sur l'aile ouest pour faciliter l'accès aux personnes handicapées, prenant la place d'une tour qui abritait auparavant trois étages de toilettes.
Kew Palace a figuré dans la série documentaire de la BBC Tales from the Palaces (en) (Contes des Palais).